# Gondwana

La frammentazione del Gondwana

Il Gondwana (AFI: /ɡonˈdwana/) è stato un supercontinente che si ritiene sia esistito per circa 370 milioni di anni, approssimativamente da 660 a 290 milioni di anni fa.

## Storia
La storia del Gondwana si può racchiudere in tre periodi, corrispondenti a tre diversi assetti del supercontinente:
- Gondwana 1: supercontinente originario.
- Gondwana 2: disgregazione in tre tronconi con allontanamento di Laurentia e Groenlandia; pertanto, in questa fase il Gondwana risulta meno esteso.
- Gondwana 3: residuo del supercontinente (privo di Laurentia e Groenlandia), il quale contribuirà alla formazione di Pangea, tramite collisione con Laurasia. In questo periodo collide con Laurentia (riassorbendola) e Baltica, formando la catena varisica.

Il Gondwana, nella sua esistenza, comprese gli attuali continenti dell'emisfero australe: Sudamerica, Africa, India, Medio Oriente, Antartide e Oceania. Successivamente alla frammentazione di Pangea si è soliti definire il blocco meridionale Gondwana.
La prova della continuità fisica di questi continenti si trova nelle analogie sulle successioni stratigrafiche dei continenti meridionali, oltre che da testimonianze paleontologiche quali la comparsa nel Triassico del rettile erbivoro Lystrosaurus, presente in tutti questi continenti, Antartide compresa.

### Formazione
Il Gondwana si generò con diverse orogenesi, conosciute collettivamente come orogenesi pan-africana. Esse hanno portato alla fusione durante l'Ediacarano della maggior parte dei frammenti continentali di un supercontinente molto più vecchio, la Rodinia. Una di quelle cinture orogenetiche, la Cintura del Mozambico, formatasi 800-650 milioni di anni fa (Ma), fu originariamente interpretata come la sutura tra il Gondwana orientale (che includeva l'India, Madagascar, Antartide e Australia) e quello occidentale (Africa e Sud America). Negli anni '90 sono state riconosciute tre orogenesi: l'orogenesi est africana (650-800 Ma), l'orogenesi Kuunga (550 Ma) e l'orogenesi brasiliana (660-530 Ma), che hanno portato alla formazione del supercontinente.
Le fasi finali della formazione del Gondwana si sono sovrapposte all'apertura dell'oceano Giapeto tra Laurentia e il Gondwana occidentale. Durante questo intervallo si è verificata l'esplosione cambriana. Laurentia rimase attraccata per un breve periodo alle coste occidentali di un Gondwana unito, nel periodo a cavallo tra Precambriano e Cambriano, formando la Pannotia, un supercontinente di breve durata e ancora in discussione.
Il continente Azania – comprendente gran parte del Madagascar centrale, il Corno d'Africa e parte dello Yemen e dell'Arabia – era un'isola nell'oceano del Mozambico fra l'Africa centrale (Congo–Tanzania–Blocco Bangweulu) e l'India Neoproterozoica.
Mentre la formazione del Gondwana proseguiva una complessa serie di eventi orogenici riuniva le parti orientali del supercontinente (Africa orientale, Scudo arabo-nubiano, Seychelles, Madagascar, India, Sri Lanka, Antartide orientale e Australia) tra 750 e 530 Ma. In primo luogo lo Scudo arabo-nubiano si è scontrato con l'Africa orientale (nella regione del Kenya-Tanzania) nell'orogenesi est africana (circa 750 - 620 Ma); poi l'Australia e l'Antartide orientale si sono fuse con la parte rimanente del supercontinente nell'orogenesi Kuunga (ca. 570 - 530 Ma).

## Altri nomi
Sono stati proposti diversi nomi per questa terra, quali:
- Urgondwana (1991 - Hartnody)
- Katania (1995 - Young)
- Paleopangea (2000 - Piper)

Il termine Gondwana è stato proposto dallo scienziato austriaco Eduard Suess e da HB Medlicott nel 1872, perché le prime ipotesi di un paleo continente che includesse India, Antartide e Australia vennero poste una volta individuate delle rocce sedimentarie del Permiano-Triassico nel territorio del Gondwana, cioè la "foresta dei Gond", popolo oggi sopravvissuto nello stato indiano di Chhattisgarh.

## Lemuria
Prima della teoria della deriva dei continenti gli scienziati postulavano frequentemente teorie su continenti sommersi per spiegare l'esistenza di animali terrestri appartenenti a una medesima specie ma separati da barriere geografiche insormontabili. La teorizzazione scientifica del Gondwana, in questo caso, naturalmente parve confermare tali ipotesi, nonostante le incongruenze tra i due paradigmi, che si escludono l'un l'altro.
Sebbene i lemuri viventi oggi si trovino solo in Madagascar e nelle isole vicine, la scoperta di famiglie di lemuri estinte dal Pakistan alla Malaysia ha ispirato il nome Lemuria, coniato nel 1864 dal geologo Philip Sclater nell'articolo The Mammals of Madagascar uscito sul The Quarterly Journal of Science. Confuso dalla presenza dei lemuri sia in Madagascar che in India e dalla loro assenza in Africa e nel Medio Oriente, Sclater propose che il Madagascar e l'India fossero state un tempo parte di un continente più grande, chiamato Lemuria proprio dal nome dei lemuri.
Poiché la teoria di Lemuria guadagnò una certa importanza cominciò ad apparire nelle opere di altri scienziati quali Ernst Haeckel, un tassonomista tedesco che propose Lemuria come la spiegazione all'"anello mancante". I fossili di questo non si sarebbero potuti trovare perché sepolti in fondo al mare.
La teoria di Lemuria, e altre di analoga estrazione, scomparvero ben presto con il progredire della solidità delle ricerche scientifiche.